# Saint-Pierre-les-Becquets
Saint-Pierre-les-Becquets är en kommun i provinsen Québec i Kanada. Den ligger i regionen Centre-du-Québec, i den sydöstra delen av landet, 290 km öster om huvudstaden Ottawa. Kommunen bildades 1986 genom sammanslagning av socknen med samma namn och bykommunen Les Becquets.